# Anoncia
Anoncia là một chi bướm đêm thuộc họ Cosmopterigidae.